# 수직 풍동
수직 풍동(Vertical wind tunnel, VWT)은 수직 기둥에서 공기를 위로 이동시키는 풍동이다. 수평 비행에서 경험한 것처럼 수평 방향의 테스트 섹션을 갖는 표준 풍동과 달리, 수직 방향에서는 항공기 회전이나 종단속도의 스카이다이버에서 경험하는 것처럼 양력 대신 항력으로 중력에 대응할 수 있다.
수직 풍동은 공기역학 연구를 위해 건설되었지만 가장 눈에 띄는 것은 레크리에이션 풍동으로 사용되는 풍동으로 실내 스카이다이빙이나 보디플라이트로 자주 광고되며 스카이다이버를 위한 인기 있는 훈련 도구이기도 하다.